# Sunburg
Sunburg és una població dels Estats Units a l'estat de Minnesota. Segons el cens del 2000 tenia 110 habitants.

## Demografia
Segons el cens del 2000, Sunburg tenia 110 habitants, 51 habitatges, i 32 famílies. La densitat de població era de 88,5 habitants per km².
Dels 51 habitatges en un 17,6% hi vivien nens de menys de 18 anys, en un 49% hi vivien parelles casades, en un 5,9% dones solteres, i en un 35,3% no eren unitats familiars. En el 31,4% dels habitatges hi vivien persones soles l'11,8% de les quals corresponia a persones de 65 anys o més que vivien soles. El nombre mitjà de persones vivint en cada habitatge era de 2,16 i el nombre mitjà de persones que vivien en cada família era de 2,73.
Per edats la població es repartia de la següent manera: un 15,5% tenia menys de 18 anys, un 8,2% entre 18 i 24, un 28,2% entre 25 i 44, un 21,8% de 45 a 60 i un 26,4% 65 anys o més.
L'edat mediana era de 44 anys. Per cada 100 dones de 18 o més anys hi havia 144,7 homes.
La renda mediana per habitatge era de 22.500 $ i la renda mediana per família de 28.750 $. Els homes tenien una renda mediana de 26.875 $ mentre que les dones 18.333 $. La renda per capita de la població era d'11.654 $. Entorn del 13,3% de les famílies i el 17,8% de la població estaven per davall del llindar de pobresa.

## Poblacions més properes
El següent diagrama mostra les poblacions més properes.